# Draft d'expansion NBA 1988
La draft d'expansion NBA de 1988 est le huitième projet d'expansion de la National Basketball Association (NBA), avant le début de la saison 1988-1989. Elle s'est tenue le 23 juin 1988, pour permettre aux deux nouvelles franchises des Hornets de Charlotte et du Heat de Miami de sélectionner 11 joueurs non protégés par les autres franchises pour les Hornets et 12 joueurs pour le Heat.
Dans cette draft d’expansion, les nouvelles équipes de la NBA sont autorisées à acquérir des joueurs des équipes déjà établies dans la ligue. Tous les joueurs d’une équipe existante ne sont pas disponibles lors d’une draft d’expansion, puisque chaque équipe peut protéger un certain nombre de joueurs pour la sélection. Pour cette occasion, chacune des vingt-trois autres franchises de la NBA avait protégé huit joueurs de leur effectif. La sélection s'est poursuivie jusqu'à ce que les Hornets aient sélectionnés onze joueurs non protégés et le Heat, douze joueurs, soit un joueur de chaque franchise. Les Hornets ont gagné un tirage au sort et ont choisi d’avoir le choix le plus élevé lors de la draft 1988, permettant ainsi au Heat d'avoir la première sélection et le droit de sélectionner douze joueurs dans cette draft d’expansion.
Le Heat a été formé et possédé par un groupe dirigé par Zev Buffman et l’ancien joueur de la NBA, Billy Cunningham. L’ancien entraîneur adjoint des Pistons de Détroit, Ron Rothstein, a été embauché comme premier entraîneur en chef de la franchise. La franchise a utilisé son premier choix pour sélectionner Arvid Kramer des Mavericks de Dallas. Avant la draft, le Heat a convenu d’un accord pour sélectionner Kramer, qui n’avait pas joué dans la ligue depuis la saison 1979-1980, des Mavericks en échange d’un choix de premier tour de draft pour la draft 1988. Le Heat a également accepté trois autres offres pour ne pas sélectionner un joueur particulier des Lakers de Los Angeles, des Celtics de Boston et des SuperSonics de Seattle. Les autres sélections du Heat comprennent quatre anciens choix de premie tour, Billy Thompson, Jon Sundvold, Darnell Valentine et Dwayne Washington. Cependant, Valentine et Fred Roberts, ont immédiatement été échangés aux Cavaliers de Cleveland et Bucks de Milwaukee,. Le Heat a également choisi Hansi Gnad, d'Allemagne de l'Ouest, qui n’avait jamais joué en NBA. Quatre joueurs de la draft d’expansion se sont joints au Heat pour leur saison inaugurale, mais un seul a joué plus de trois saisons pour l’équipe. Sundvold a joué quatre saisons avec la Heat jusqu’à ce que sa carrière se termine en 1992.
Les Hornets ont été formés et possédés par un groupe dirigé par George Shinn. L’ancien entraîneur adjoint des Pacers de l'Indiana, Dick Harter, a été embauché comme premier entraîneur principal de la franchise. Les Hornets ont utilisé leur premier choix pour sélectionner Dell Curry des Cavaliers de Cleveland. Les autres sélections des Hornets comprennent l'ancien All-Star, Rickey Green, et trois anciens choix de premier tour, Muggsy Bogues, Michael Brooks et Bernard Thompson. Le jour de la draft, les Hornets ont également acquis Kelly Tripucka du Jazz de l'Utah en échange de Mike Brown, des Bulls de Chicago. Brooks et Thompson n’ont jamais joué pour les Hornets puisque Brooks quitte la NBA et signe avec une équipe française, tandis que Thompson est échangé aux Rockets de Houston avant le début de la saison,. Six joueurs de la draft d’expansion se sont joints aux Hornets pour leur saison inaugurale, mais seulement deux ont joué plus de trois saisons pour l’équipe. Curry a joué dix saisons avec les Hornets et Bogues, le joueur le plus petit de l’histoire de la NBA, a joué neuf saisons avec la franchise,.

## Sélections

### Heat de Miami
| + | Signale un joueur qui a été sélectionné pour au moins un match annuel NBA All-Star Game |

| Choix | Joueur            | Poste             | Nationalité          | Équipe précédente       | Années d'expérience en NBA | Saisons avec la franchise | Réf.   |
| ----- | ----------------- | ----------------- | -------------------- | ----------------------- | -------------------------- | ------------------------- | ------ |
| 1     | Arvid Kramer      | Ailier fort Pivot | États-Unis           | Mavericks de Dallas     | 1                          | —                         | [ 16 ] |
| 3     | Billy Thompson    | Ailier            | États-Unis           | Lakers de Los Angeles   | 2                          | 1988-1991                 | [ 17 ] |
| 5     | Fred Roberts      | Ailier fort       | États-Unis           | Celtics de Boston       | 5                          | —                         | [ 6 ]  |
| 7     | Scott Hastings    | Pivot             | États-Unis           | Hawks d'Atlanta         | 6                          | 1988-1989                 | [ 18 ] |
| 9     | Jon Sundvold      | Arrière           | États-Unis           | Spurs de San Antonio    | 5                          | 1988-1992                 | [ 9 ]  |
| 11    | Kevin Williams    | Meneur            | États-Unis           | SuperSonics de Seattle  | 4                          | —                         | [ 19 ] |
| 13    | Hansi Gnad        | Pivot             | Allemagne de l'Ouest | 76ers de Philadelphie   | 0                          | —                         | [ 8 ]  |
| 15    | Darnell Valentine | Meneur            | États-Unis           | Clippers de Los Angeles | 7                          | —                         | [ 7 ]  |
| 17    | Dwayne Washington | Meneur            | États-Unis           | Nets du New Jersey      | 2                          | 1988-1989                 | [ 20 ] |
| 19    | Andre Turner      | Meneur            | États-Unis           | Rockets de Houston      | 2                          | —                         | [ 21 ] |
| 21    | Conner Henry      | Arrière           | États-Unis           | Kings de Sacramento     | 2                          | —                         | [ 22 ] |
| 23    | John Stroeder     | Ailier fort       | États-Unis           | Bucks de Milwaukee      | 1                          | —                         | [ 23 ] |

### Hornets de Charlotte
| Choix | Joueur           | Poste             | Nationalité | Équipe précédente         | Années d'expérience en NBA | Saisons avec la franchise | Réf.   |
| ----- | ---------------- | ----------------- | ----------- | ------------------------- | -------------------------- | ------------------------- | ------ |
| 2     | Dell Curry       | Arrière           | États-Unis  | Cavaliers de Cleveland    | 2                          | 1988-1998                 | [ 14 ] |
| 4     | Dave Hoppen      | Pivot             | États-Unis  | Warriors de Golden State  | 1                          | 1988-1991                 | [ 24 ] |
| 6     | Muggsy Bogues    | Meneur            | États-Unis  | Bullets de Washington     | 1                          | 1988-1997                 | [ 15 ] |
| 8     | Mike Brown       | Ailier fort Pivot | États-Unis  | Bulls de Chicago          | 2                          | —                         | [ 11 ] |
| 10    | Rickey Green+    | Meneur            | États-Unis  | Jazz de l'Utah            | 10                         | 1988-1989                 | [ 25 ] |
| 12    | Michael Holton   | Meneur            | États-Unis  | Trail Blazers de Portland | 4                          | 1988-1989                 | [ 26 ] |
| 14    | Michael Brooks   | Ailier fort       | États-Unis  | Nuggets de Denver         | 6                          | —                         | [ 27 ] |
| 16    | Bernard Thompson | Arrière Ailier    | États-Unis  | Suns de Phoenix           | 4                          | —                         | [ 13 ] |
| 18    | Ralph Lewis      | Arrière           | États-Unis  | Pistons de Détroit        | 1                          | 1988-1990                 | [ 28 ] |
| 20    | Clinton Wheeler  | Meneur            | États-Unis  | Pacers de l'Indiana       | 1                          | —                         | [ 29 ] |
| 22    | Sedric Toney     | Meneur            | États-Unis  | Knicks de New York        | 2                          | —                         | [ 30 ] |

## Note
- (en) Cet article est partiellement ou en totalité issu de l’article de Wikipédia en anglais intitulé « 1988 NBA Expansion Draft » (voir la liste des auteurs).